# Mayer Amschel de Rothschild
Pour les autres membres de la famille, voir Famille Rothschild.
Le baron Mayer Amschel de Rothschild (29 juin 1818, Londres - 6 février 1874), est un banquier et homme politique britannique.

## Biographie
Fils de Nathan Mayer Rothschild, il suit ses études à l'université de Leipzig, à l'université de Heidelberg, Magdalene College et Trinity College de l'université de Cambridge, avant d'entrer dans les banques familiales.
High Sheriff of Buckinghamshire en 1847, il est membre de la Chambre des communes de 1859 à 1874.
Propriétaire de chevaux de courses, son cheval Favonius (en) remporta le Derby d'Epsom et sa pouliche Hannah la Triple Couronne (Oaks d'Epsom, 1000 guinées et St. Leger).
Il est le beau-père du premier ministre Archibald Primrose.